# Костёл Рождества Девы Марии и монастырь бернардинок (Гродно)
 Костёл и монастырь бернардинок — несохранившийся архитектурный комплекс стиля барокко, располагавшийся в центре Гродно.

## История
Начало гродненскому монастырю бернардинок положил, как считается, провинциал бернардинцев Кшиштоф Сципион дель Кампо, уже в 10-х годах XVII века. Свой вклад, в пользу нового монастыря, сделал Иероним Волович. За деньги князей Чарторыйских монахини купили участок Ежи Сципиона дель Кампо. Одной из первых монахинь была Теофила Сапега, крупное приданное которой, доставшееся бернардинкам, значительно улучшило финансовые возможности монастыря. Влиятельный родственник этой монахини — Казимир Лев Сапега, стал одним из главных благодетелей гродненского филиала бернардинок. Этот факт нашёл своё отражение и в архитектуре костёла: на снимке храмового портала видно, что над входом помещён герб Сапег.
Каменные костёл и монастырь были построены в период с 1621 по 1651 год. Ещё в 1618 году король польский и великий князь литовский Сигизмунд III передал монахиням кирпичную фабрику с помощью которой предполагалось снабжать строительство кирпичом. Видимо, в 20-х годах XVII века монахини ограничились деревянными постройками. Каменный костёл и монастырь появились в 40-х годах XVII столетия.
Освещение костёла провёл виленский бискуп Ежи Тышкевич, в 1651 году.
После упадка Речи Посполитой и вхождения Гродно в состав Российской Империи, монастырь продолжил существование.
В период первой четверти XIX века комплекс бернардинок вмещал школу для девочек, где воспитанниц обучали письму и чтению.
В 50-х годах XIX века костёл бернардинок был передан российской администрацией в пользование православной общины города и стал православным храмом Бориса и Глеба. В конце XIX века новая церковь была перестроена и получила некоторые черты православных российских храмов.
В 1918 году в здании находились приют и белорусская школа, а также другие национальные учреждения.
После вхождения Гродно в состав II Речи Посполитой храм был возвращён католической общине и реставрирован. При этом неорусские элементы архитектуры были удалены.
На кинохронике времён освобождения Гродно от нацистов хорошо видно, что храм находился в удовлетворительном состоянии, но советская администрация решила построить на этом месте театр, а костёл был разобран.

## Архитектура храма и монастыря
Зальный храм имел относительно скромные размеры. Ширина и длина святыни, высота звонницы костёла, составляли приблизительно 12, 37 и 35 метров соответственно. Его аналогом является сохранившийся костёл в Семятичах, строительство которого также финансировал Казимир Лев Сапега.
Храм украшали простые дорические пилястры, купол и барочные вазы на невысокой колокольне. Довольно богато украшенный центральный портал контрастировал со сдержанной архитектурой святыни.
Храм коротко упомянул в своих записях путешественник Вильгельм Шлемюллер, посетивший Гродно в 1752 году:

Над дверями герб какого-то рода (Сапег. Прим. переводчика.) с надписью «De bonis Tuis Tibi Darninę! Offerimus» (Из данного тобой тебе Господе жертвуем).
— В. Шлемюллер. Дневник путешествия на сейм в Гродно.
По некоторым данным, находящийся в костёле Гожи, образ «Матери Божией с ребёнком» передан именно из гродненского костёла бернардинок.
Справа от входа в храм размещалось крыло монастыря.
В комплексе бернардинок можно выделить ворота со стороны главной площади города. На их втором ярусе помещалась часовня. Таким образом брама представляла собой своего рода аналог Острой брамы.
- Исторические изображения храма и монастыря
- Костёл бернардинок (передний план) на рисунке Н. Орды, вторая половина XIX века.
- Костёл в образе православного монастыря, на фото Я. Булгака, начало XX века.
- Костёл в панораме Гродно. 30-е годы XX века.
- План костёла
- Брама монастыря, с помещением надвратной часовни.
- Повреждённый комплекс монастыря бернардинок после Второй Мировой.
- Портал костёла бернардинок с гербом Сапег.
- Интерьер храма.

## Идеи возрождения костёла
Периодически обсуждается идея восстановления храма бернардинок. Значительные сложности для проекта представляет, однако, ценное здание гродненского театра, занявшее место утраченного католического комплекса.
Существует идея строительства только колокольни костёла в качестве мемориальной часовни. Для реализации проекта необходимо воссоздать колокольню рядом с драмтеатром, на несколько десятков метров в стороне от того участка, где она размещалась до уничтожения, так как теперь изначальное место занято театром. Это позволило бы создать городскую высотную доминанту, хорошо видимую в панораме города.
Кроме того, озвучивалась идея более скромного мемориала в виде восстановленной брамы-часовни монастыря. Дискутировалась также идея создания памятного знака на бывшей территории монастыря.